# Dictionnaire grammatical de la langue française (Féraud)
Der  Dictionnaire grammatical de la langue française ist ein Wörterbuch der Schwierigkeiten oder Zweifelsfälle der französischen Sprache, das  1761 in Avignon und 1768 in Paris erschienen ist. Der Verfasser war Jean-François Féraud. Das Wörterbuch regte Jean-Charles Laveaux zu seinem epochemachenden Dictionnaire raisonné des difficultés grammaticales von 1801 an.

## Auflagengeschichte
Die erste Auflage war dem Comte Louis-Marie-Florent Du Chatelet-Lomont gewidmet. Féraud hat die Erstausgabe seines Wörterbuchs von 1761 einmal überarbeitet. Diese 2. Auflage erschien 1768 sowie (unverändert) 1786. Dann nutzte er das Material als wichtige Komponente in seinem Dictionnaire critique de la langue française von 1787/1788, wehrte sich aber dagegen, den Dictionnaire critique als weitere Auflage des Dictionnaire grammatical zu verstehen.

## Auflagen und Internetpräsenz
- Dictionnaire grammatical de la langue Françoise, où l’on trouve rangées par l’ordre alphabétique toutes les Règles d’Ortographe, de la Prononciation, de la Prosodie, du Régime et de la Construction, &c.[...] Girard, Avignon 1761.
- 2. Auflage. Dictionnaire grammatical de la langue française contenant toutes les règles de l'orthographe, de la prononciation, de la prosodie, du régime, de la construction, et avec les remarques et observations des plus habiles grammairiens. Nouvelle édition revue, corrigée et considérablement augmentée. 2 Bde. Vincent, Paris 1768; Delalain, Paris 1786.
- 1. A–H (XIV–312–280 S.)
- 2. I–Z (593 S.)